# 山中秀樹 時泥棒
『山中秀樹 時泥棒』（やまなかひでき ときどろぼう）とは、TBSラジオで放送されていたインタビュー番組である。

## 概要
2009年4月5日放送を開始。系譜的には同局で放送されていた『こちら山中デスクです』の後番組である。放送日時は日曜日の22:00 - 22:30。放送開始当初はMBSをはじめJRNの一部の系列局にもネットされていたが、2010年4月よりTBSラジオのみの放送になり、同年10月3日の放送が最終回となった。
題名の「時泥棒」とは、突然何の断りもなく押しかけて相手の時間を奪うことを指す江戸時代の表現であるが、この番組では、パーソナリティの山中秀樹が伝統芸能・古典の分野に造詣が深い有名人をスタジオに招いて、さまざまな伝統芸についての実体験や感想を聞き、「ゲストの方の貴重なお時間を戴こう」という狙いを込めて送っていた。
収録は隔週火曜日に行っており、収録後に山中は事務所の先輩である爆笑問題がパーソナリティを務める『爆笑問題カーボーイ』の収録を見学することが多かった。

## かつてのネット局
この項目は三才ブックス刊『ラジオ番組表』（2009年春号以降）での掲載データに基づく。
- 東北放送（2009年4月から半年間。土曜夜19:30 - 20:00。ただし、プロ野球中継で放送されなかった回あり）
- 新潟放送（2009年10月から半年間。土曜夜23:00 - 23:30）
- 山梨放送（2009年10月から半年間。日曜夜21:00 - 21:30）
- 北日本放送（2009年4月から半年間。日曜夜22:30 - 23:00）
- 中部日本放送（2009年4月から1年間。日曜夜22:30 - 23:00）
- 毎日放送（2009年4月9日（4月10日未明）から半年間。木曜深夜=金曜未明2:00 - 2:30）
- 中国放送（2009年10月から半年間。日曜夜21:00 - 21:30）
- 高知放送（2009年4月から1年間。日曜夜23:30 - 24:00）